# Stegastes redemptus
Stegastes redemptus е вид лъчеперка от семейство Pomacentridae. Видът е световно застрашен, със статут Уязвим.

## Разпространение
Разпространен е в Мексико.